# Paiguano
Paiguano lub Paihuano – gmina w chilijskiej prowincji Elqui w regionie Coquimbo. Gmina Paiguano składa się z ośmiu mniejszych miejscowości: Paihuano, La Quebrada, La Bajada, Quebrada de Pinto, Montegrande, Alcohuaz, Pisco Elqui i Jarillas.

W Montegrande część swojego dzieciństwa spędziła chilijska poetka, laureatka Nagrody Nobla Gabriela Mistral.

## Administracja
Lista alkadów Paiguano:
| Alkad                     | Partia     | Okres sprawowania władzy            |
| ------------------------- | ---------- | ----------------------------------- |
| Horacio Peralta Ahumada   | Niezależny | ? - 7 maja 1986                     |
| Edith Miranda Bugueño     | Niezależna | 7 maja 1986 - 1 sierpnia 1987       |
| Luis de la Jara Merino    | Niezależny | 1 sierpnia 1987 - 14 września 1990  |
| Francisco Hernández Solís | RN         | 14 września 1990 - 26 września 1992 |
| Juan Luis Huerta Pizarro  | RN         | 26 września 1992 - 1994             |
| Lorenzo Torres Medina     | PPD        | 1994 - obecnie                      |